# Hans Leo Haßler

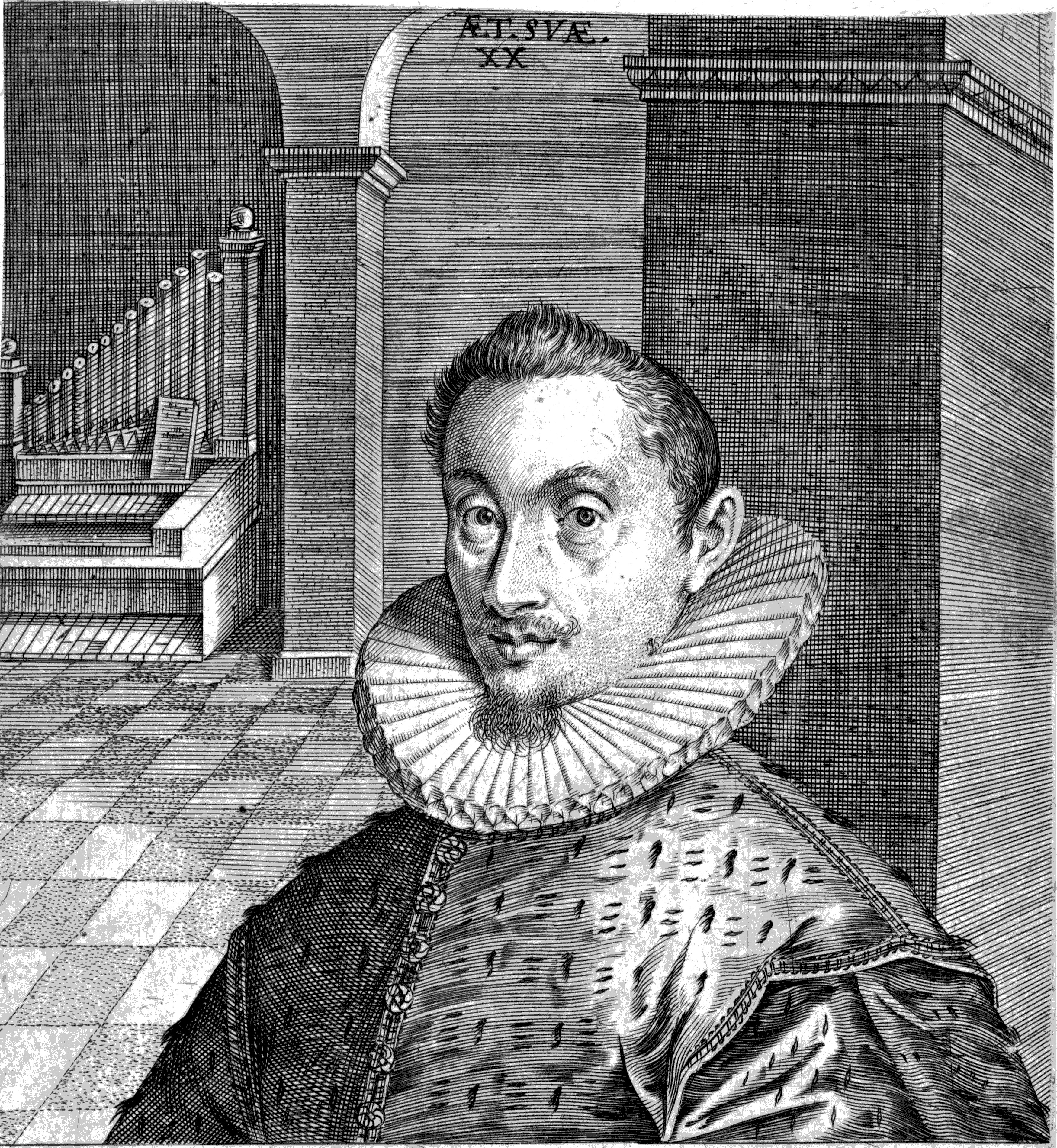
Hans Leo Haßler im Jahr 1593; Stich von Dominicus Custos

Hans Leo Haßler von Roseneck (auch: Hassler oder Hasler, seltener Johann Leo Haslerus; getauft 26. Oktober 1564 in Nürnberg; † 8. Juni 1612 in Frankfurt am Main) war ein deutscher Komponist, Organist, Uhrmacher und Verfertiger von Musikautomaten.
Haßler wird gelegentlich als wichtigster Komponist und Madrigalist seiner Zeit genannt, dessen Chorlieder „in aller Munde waren“.

## Leben

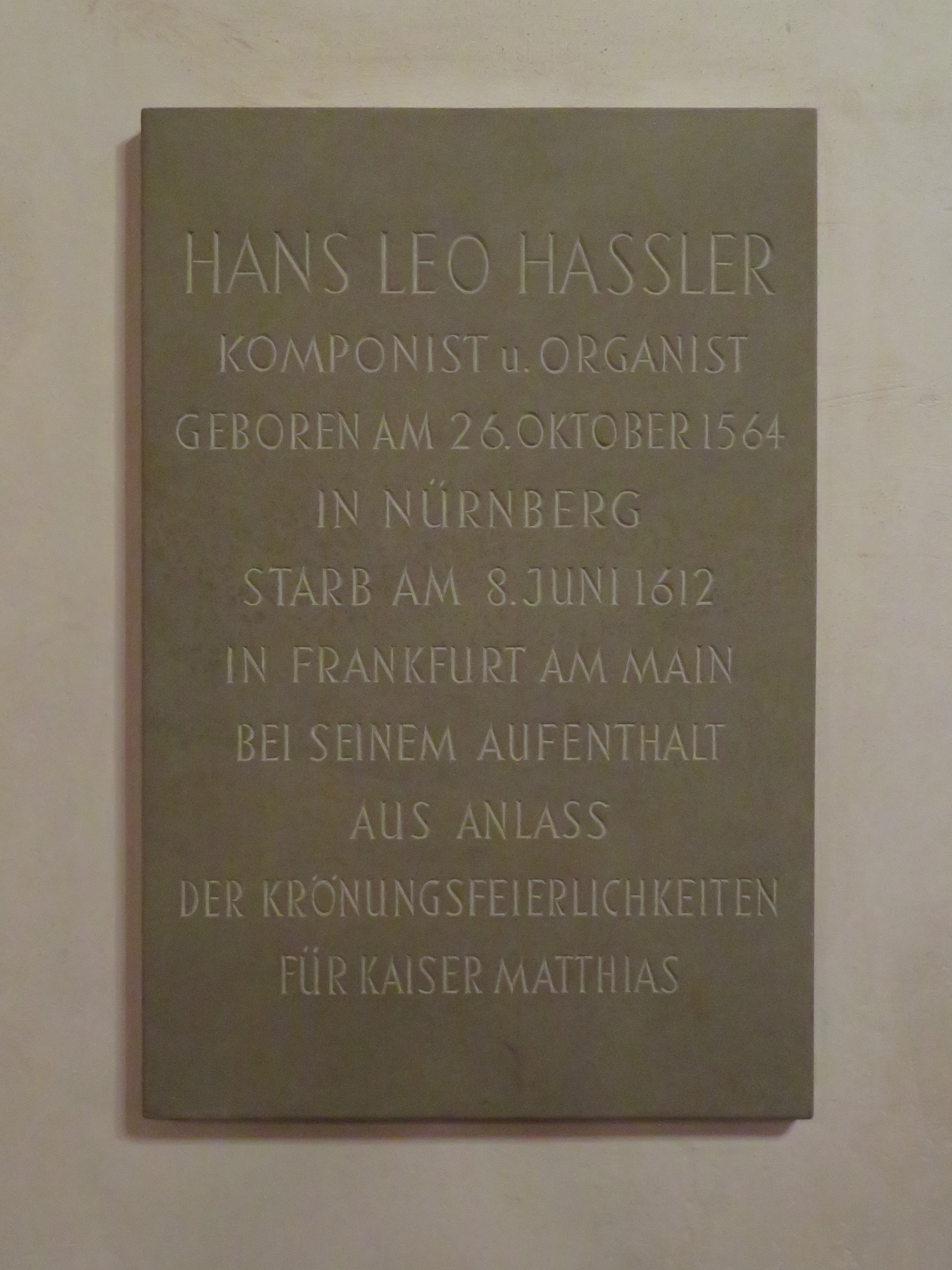
Gedenktafel für Hans Leo Haßler
im Frankfurter Kaiserdom

Seine Eltern, der Musikus Isaac Haßler (* um 1530 in Sankt Joachimsthal, Böhmen) und Kunigunde (geb. Schneider), bildeten ihn schon früh zum Organisten aus. Später erhielt er Unterricht bei Leonhard Lechner. Ab 1584 erhielt er Unterricht bei Andrea Gabrieli in Venedig und freundete sich dort mit dessen Neffen, dem Komponisten Giovanni Gabrieli an. 1585 wurde er in Augsburg Kammerorganist des Grafen Oktavian II. von Fugger und Organist an St. Moritz; diese Position hatte er fünfzehn Jahre lang inne. 1590 erschien seine erste Sammlung Canzonette a quatro voci. Neben seinen anderen Tätigkeiten wurde er im Jahr 1600 für ein Jahr zusätzlich Leiter der Augsburger Stadtpfeifer.
Nach dem Tod des Grafen Oktavian ging Haßler 1601 nach Nürnberg, wo er sich in erster Linie kaufmännischen Geschäften und der Entwicklung und Herstellung von Orgelautomaten widmete. 1604 siedelt er nach Ulm über, wo er am 1. März 1605 die Kaufmannstochter Cordula Claus heiratete. Während seiner Ulmer Zeit von 1604 bis 1608 entstanden auch seine geistlichen Werke. Ab 1608 war er Kammerorganist des in Dresden residierenden Kurfürsten Christian II. von Sachsen.
Hans Leo Haßler weilte 1612 im Gefolge von Kurfürst Johann Georg I. in Frankfurt am Main, um an den Krönungsfeierlichkeiten für Kaiser Matthias teilzunehmen. Während dieses Aufenthalts starb er an Schwindsucht. Im Kaiserdom St. Bartholomäus erinnert eine Gedenktafel an ihn.

## Erhebung in den Adelsstand
Im Jahr 1595 wurde Hans Leo Haßler von Kaiser Rudolf II. zusammen mit seinen Brüdern Caspar Haßler und Jakob Haßler in den Adelsstand erhoben. 1604 erhielten sie das Adelsprädikat von Roseneck. Vermutlich geht das Adelsprädikat auf das Familienwappen der Mutter zurück. Es zeigt drei abgeschnittene Rosen abwechselnd mit stehenden Löwen.

## Werk
Haßlers Werk steht an der Stilwende von der späten Renaissance-Polyphonie zu venezianisch-frühbarocker Klangentfaltung sowie (in seinen Liedsätzen) zu schlichter, liedhafter Homophonie. Während seine Messen und Motetten meist noch dem kontrapunktisch-imitatorischen Prinzip in der Nachfolge von Orlando di Lasso und seines Lehrers Leonhard Lechner folgen, entfalten seine mehrchörigen Werke, wie beispielsweise die 15-stimmige Motette Jubilate Deo oder sein 16-stimmiges Duo Seraphim, barocke Klangpracht nach dem Vorbild der venezianischen Mehrchörigkeit. Seine Werke zeichnen sich dabei nicht nur durch kontrapunktische Gelehrsamkeit, sondern auch durch höchste Anmut und Zartheit aus. In seinen vierstimmigen Bearbeitungen der gebräuchlichen Kirchenmelodien zeigt er, wie auch das Einfachste durch charaktervolle Bearbeitung bedeutsam werden kann.
Nicht weniger geschätzt als seine geistlichen Werke (Messen, Motetten etc.) waren seine Madrigale, Kanzonetten und deutschen weltlichen Lieder, darunter das später mit dem Text O Haupt voll Blut und Wunden in den protestantischen Kirchengesang aufgenommene Lied Mein G’müt ist mir verwirret, welches sich nebst vielen anderen in seinem Lustgarten neuer deutscher Gesänge zu 4–8 Stimmen (Nürnberg 1601) findet.
Vielleicht am bekanntesten ist das Madrigal Tanzen und Springen, „dessen rhythmischer Witz eingängig wie ein Ohrwurm ist“ und heute in der Version der King’s Singers Verbreitung findet.
Eine neue Ausgabe seiner 1607 veröffentlichten Psalmen und christlichen Gesänge erschien 1777 in Leipzig auf „Befehl einer hohen Standesperson“ (der Prinzessin Amalie von Preußen, die von ihrem Lehrer Johann Philipp Kirnberger dazu angeregt worden war).
Bedeutend sind auch seine – allerdings nicht sehr zahlreichen – Orgelwerke. Ausgehend vom italienischen Stil seines Lehrers Andrea Gabrieli findet er zu einem eigenen Stil, der, wie auch sein Vokalwerk, den Übergang von der Orgelmusik der Renaissance zu barocken Modellen vorwegnimmt und so für den deutschen Orgelstil des 17. Jahrhunderts Bedeutung erlangt. Seine bedeutendste Instrumentalkomposition ist aber ein Cembalowerk, das Variationswerk Ich gieng einmal spatieren 31 mal verendert durch Herren J.L.H, das in seiner Zeit durch die Länge der Komposition (etwa 42 Minuten) und den mit ihr verbundenen Anspruch einzigartig ist. Der Einfluss dieses durchkomponierten Werks findet sich bei den Liedvariationen des 17. Jahrhunderts, beispielsweise bei Sweelinck, Scheidt und auch Pachelbel.

## Drucke
- Canzonette (Nürnberg 1590, Staats- und Stadtbibliothek Augsburg Tonk. Schl. 231-234, RISM H 2325)
- Cantiones sacrae (Augsburg 1591, 1597, SSB Augsburg Tonk. Schl. 231-236, RISM H 2324)
- Madrigali (Augsburg 1596, SSB Augsburg Tonk. Schl. 231-236, RISM H 2339)
- Neüe teüsche Gesäng nach Art der welschen Madrigalien und Canzonetten (Augsburg 1596, SSB Augsburg Tonk. Schl. 231-236, RISM H 2336)
- Missae (Nürnberg 1599, SSB Augsburg Tonk. Schl. 231-236, RISM H 2327)
- Lustgarten neuer teutscher Gesäng, Balletti, Gaillarden und Intraden (Nürnberg 1601, SSB Augsburg Tonk. Schl. 231-236, RISM H 2340)
- Sacri concentus (Augsburg 1601/1612, SSB Augsburg Tonk. Schl. 231-236.237.238, RISM H 2328)
- Psalmen und christliche Gesäng (Nürnberg 1607)
- Psalmen simpliciter (Nürnberg 1608)
- Kirchengesänge, Psalmen und geistliche Lieder (Nürnberg 1608/1637)
- Venusgarten oder neue lustige liebliche Tänz (Nürnberg 1615)
- Litaney teütsch (Nürnberg 1619)
- Verbum caro factum est, SSB Augsburg Tonk. Schl. 376-382

## Hörbeispiel „Canzon a 4 voci“ (Bibl. Nazionale Torino)
Canzon a 4 voci, H. L. Hassler 1,73 MBⓘ